# تورال هومبتوف
تورال هومبتوف (روسی: Турал Гумбатович Гумбатов؛ زادهٔ ۲۴ ژانویهٔ ۱۹۹۴) بازیکن فوتبال اهل جمهوری آذربایجان است.